# 関市立下有知中学校
関市立下有知中学校（せきしりつ しもうちちゅうがっこう）は、岐阜県関市にある公立中学校。

## 沿革
- 1947年（昭和22年）4月 - 武儀郡下有知村に下有知村立下有知中学校として開校。
- 1950年（昭和25年） - 下有知村と中有知村とで学校組合を設置し、下有知村字馬渡[注釈 1]に統合校舎の建設が決まる。
- 1951年（昭和26年）
  - 3月20日 - 下有知村が関市に編入される。同時に関市立下有知中学校に改称する。学校組合は関市と中有知村とで運用となる。
  - 4月1日 - 関市立下有知中学校と中有知村立中有知中学校を統合し、関市中有知村組合立有知中学校となる。統合校舎に移転。
- 1955年（(昭和30年）
- 1954年（昭和29年）4月1日 - 美濃町、洲原村、下牧村、上牧村、大矢田村、藍見村、中有知村が合併し、美濃市が発足。美濃市は関市との学校組合に難色を示したため、有知中学校は関市が運営することとなり、関市立下有知中学校に改称する。暫定処置として美濃市中有知地区の生徒を1年間受け入れることとする[1]。
- 1955年（昭和30年）
  - 4月 - 美濃市は単独で中有知地区に美濃市立中有知中学校を開校する。中有知地区の生徒は下有知中学校から中有知中学校に移る[注釈 2][注釈 3]。
  - 12月17日 - 関市と旧・中有知村との学校組合を解散[2]。
- 1981年（昭和56年） - 新校舎（鉄筋コンクリート造4階建）が完成。

## 通学区域[3]
- 下有知
- 東志摩
- 寺田1丁目、寺田2丁目
- 関ノ上1丁目、関ノ上2丁目、関ノ上3丁目
- 西境松町
- 水ノ輪町
- のぞみケ丘

## 進学前小学校
- 下有知小学校

## 交通アクセス
- 長良川鉄道越美南線関下有知駅下車、徒歩約10分。